# Список умерших в 1393 году

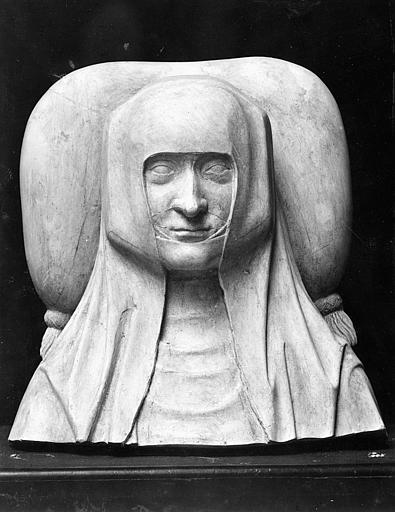
Бланка Французская

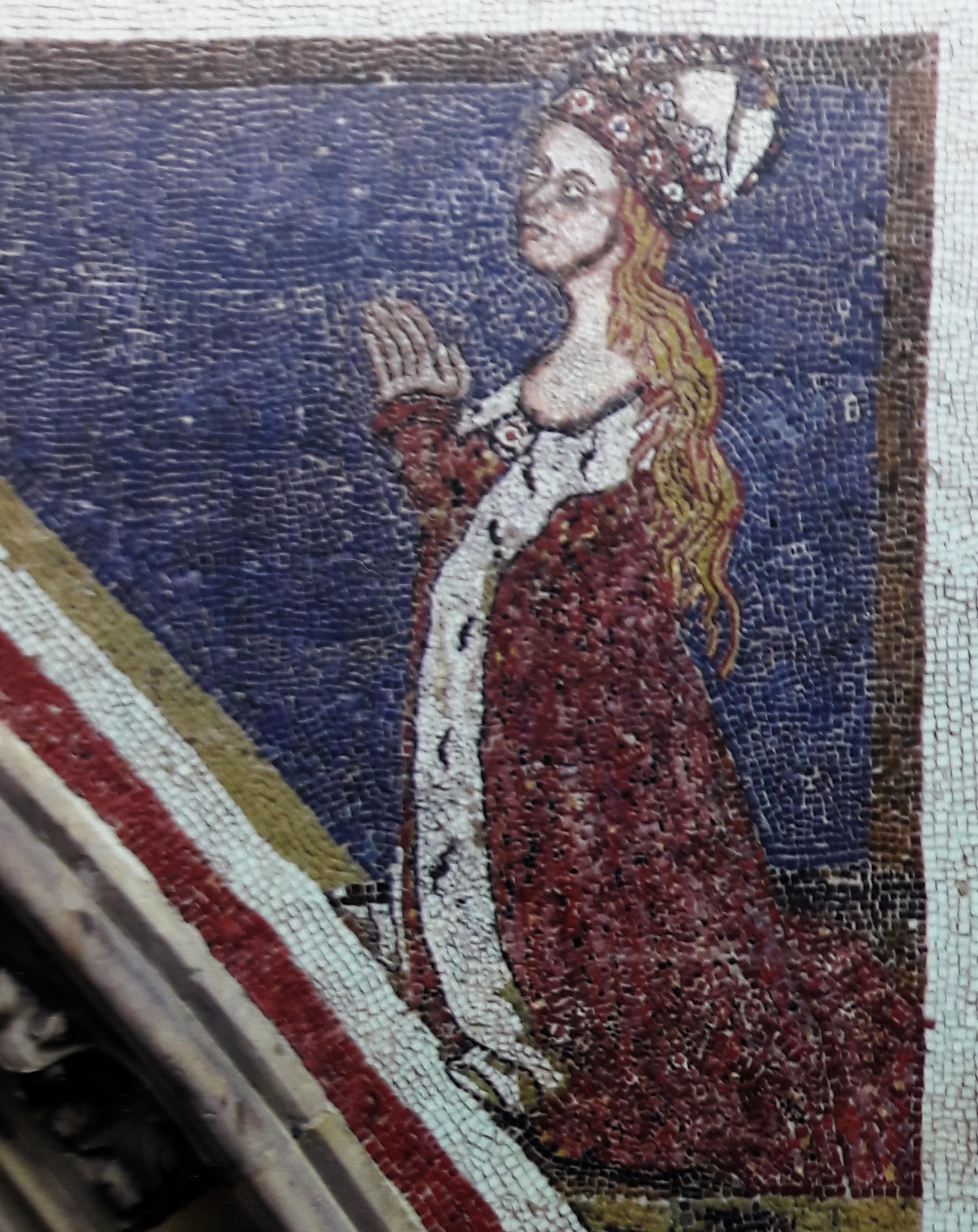
Елизавета Померанская

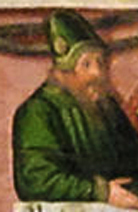
Богуслав VI

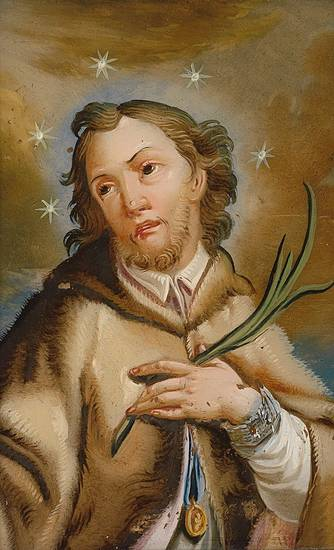
Ян Непомуцкий

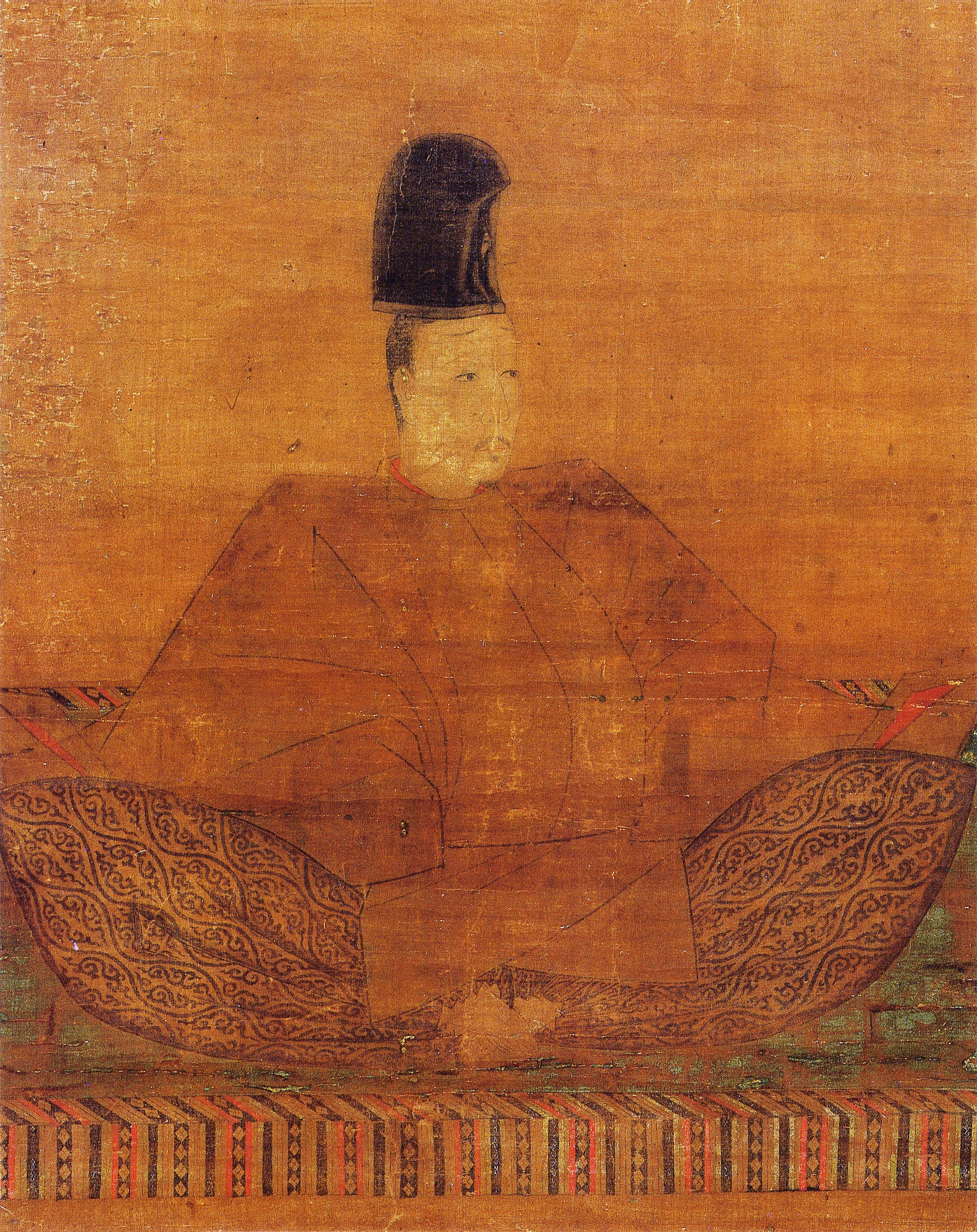
Император Го-Энъю

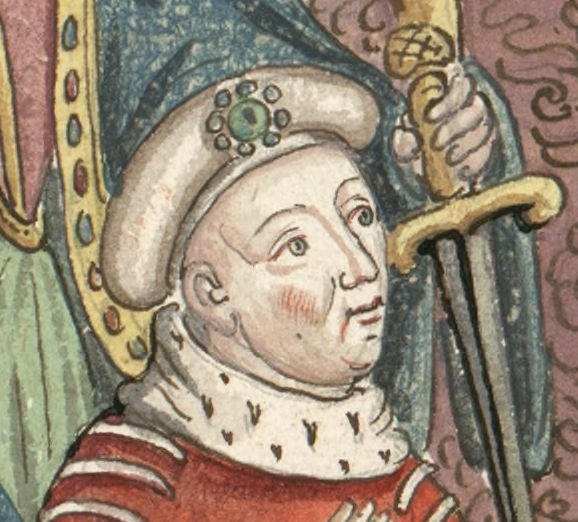
Жан I де Бурбон

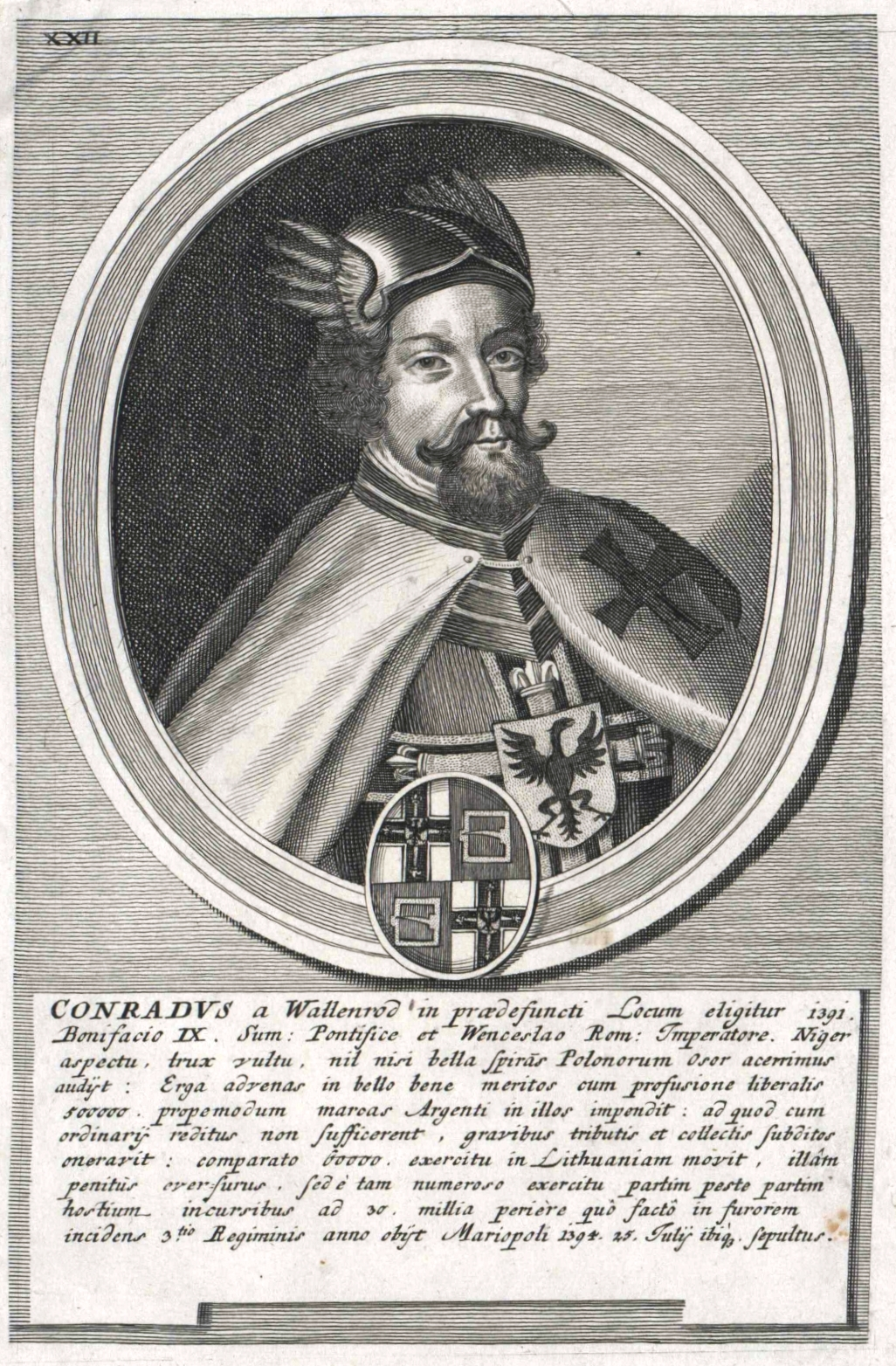
Конрад фон Валленрод

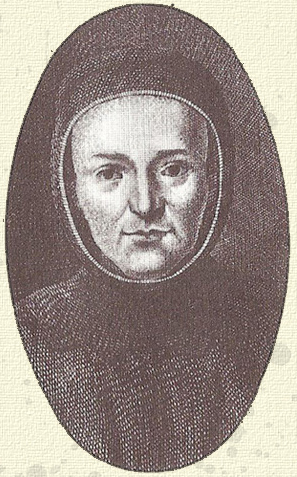
Альберто V д’Эсте

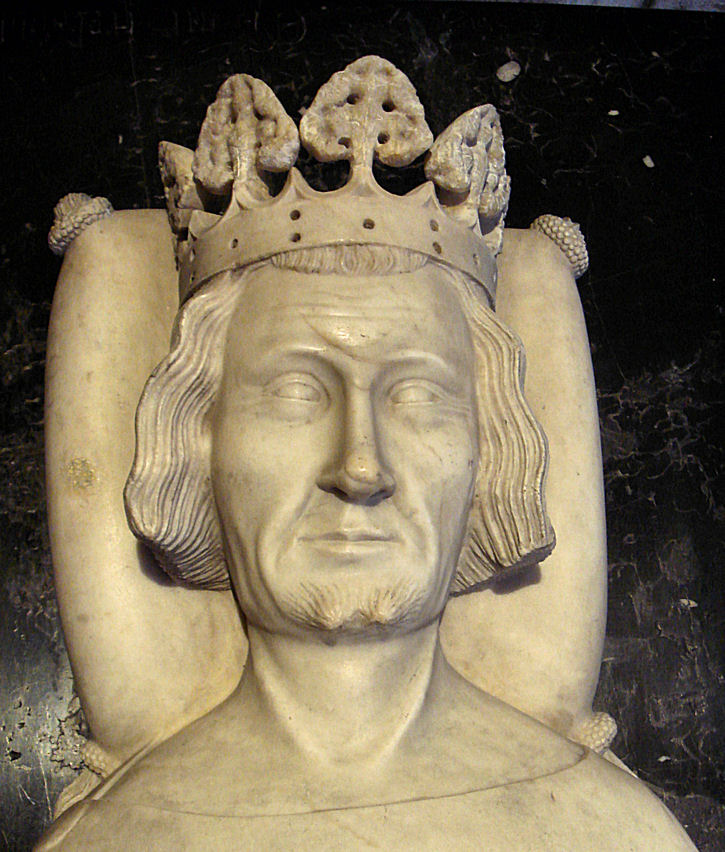
Левон VI

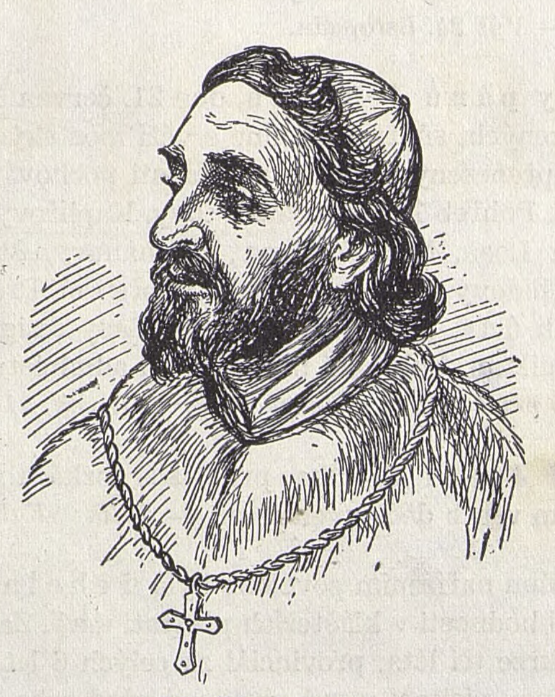
Матей из Янова

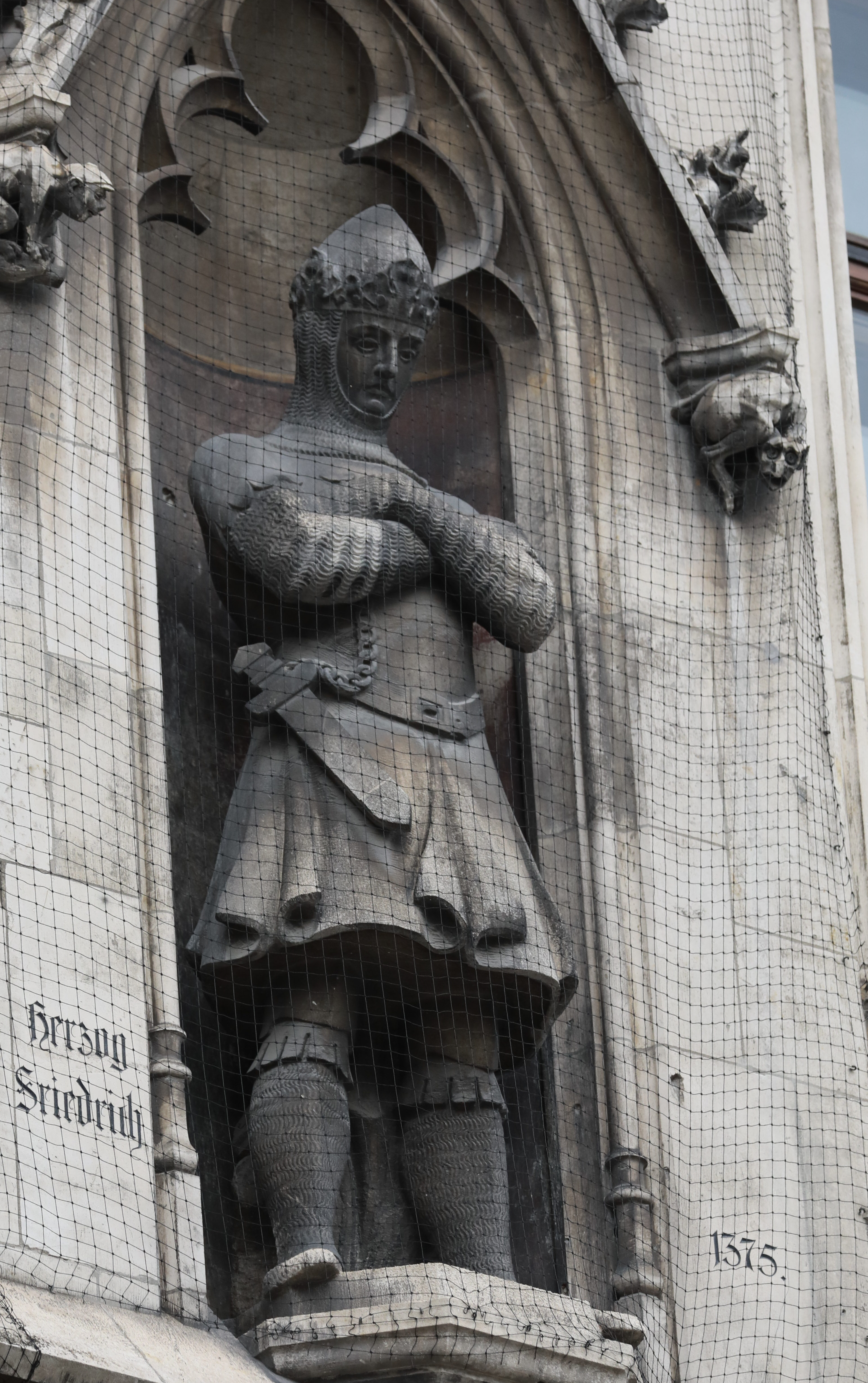
Фридрих

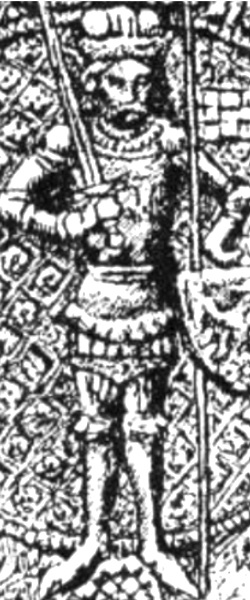
Генрих VI Старший

В этой статье представлен список известных людей, умерших в 1393 году.
См. также: Категория:Умершие в 1393 году 

## Февраль
- 8 февраля — Бланка Французская (64) — французская принцесса из династии Капетингов, посмертная дочь короля Карла IV, герцогиня-консорт Орлеанская (1345—1375), жена первого герцога Орлеанского Филиппа
- 10 февраля — Раймонд V де Бо — принц Оранский (1340—1393), последний принц Оранский из дома де Бо.
- 14 февраля — Елизавета Померанская (45) — дочь померанского герцога Богуслава V, королева-консорт Германии и Чехии (1363—1378), императрица-консорт Священной Римской империи (1363—1378), жена Карла IV.

## Март
- 7 марта — Богуслав VI — герцог Рюгенский (1368—1372) и Вольгастский (1368—1376, 1376—1393).
- 20 марта — Ян Непомуцкий — чешский католический святой, священник, мученик, небесный покровитель исповедников, а также покровитель Праги и всей Чехии
- 22 марта — Лань Юй — китайский военачальник и политический деятель ранней династии Мин; казнён.

## Май
- 29 мая — Абу Ташуфин II — правитель Тлемсена из династии Абдальвадидов (1389―1393).

## Июнь
- 6 июня — Император Го-Энъю (34) — император Японии (1371—1382).
- 11 июня — Жан I де Бурбон — граф де Ла Марш (с 1362), граф Вандома (под именем Жан VII) и Кастра (под именем Жан II) (с 1372) (по праву жены), пэр Франции (с 1371), французский военачальник во время Столетней войны.

## Июль
- 10 июля — Гийом де Арсиньи — знаменитый средневековый французский врач.
- 23 июля — Конрад фон Валленрод — Великий магистр Тевтонского ордена (1391—1393)
- 29 июля — Иван Дмитриевич — княжич, сын Дмитрия Донского.
- 30 июля — Альберто V д’Эсте (46) — маркиз д’Эсте, сеньор Феррары и Модены (1388—1393).
- Абу Табид II ― правитель Тлемсена из династии Абдальвадидов (1393); убит.

## Сентябрь
- 21 сентября — Иван Михайлович Тропарь — митрополичий боярин, дипломат, родоначальник фамилии Тропарёвых и первый зафиксированный владелец села Тропарёво.
- Валентина Висконти — дочь миланского правителя Бернабо Висконти, королева-консорт Кипра (1377—1382), жена Пьера II.

## Октябрь
- 6 октября — Франческо I да Каррара (68) — сеньор Падуи (1350—1388) и  Тревизо (1381—1388); умер в заключении.

## Ноябрь
- 29 ноября — Левон VI — последний король Киликийской Армении (1374—1375)
- 30 ноября — Матей из Янова — чешский мыслитель, один из представителей ранней Реформации, идейный предшественник Яна Гуса

## Декабрь
- 4 декабря — Фридрих — герцог Баварско-Ландсхутский (1375—1393).
- 5 декабря — Генрих VI Старший — князь Жаганьский (1369-1393, до 1378 года вместе с братьями Генрихом VII Румпольдом и Генрихом VIII Врубелем),  в 1369-1378 совместно с братьями владел половиной Глогувского и Сцинавского княжеств.
- 13 декабря:
  - Вильгельм II — герцог Юлиха (1363—1393);
  - Принц Чинан — чосонский принц и старший сын основателя коерейского государства Чосон вана Ли Сонге.

## Дата неизвестна или требует уточнения
- Абу-ль-Аббас Ахмад — маринидский султан Марокко (1374—1384, 1387—1393)
- Агриппина Ольгердовна — дочь великого князя литовского Ольгерда, жена Суздальско-Нижегородского князя Бориса Константиновича (с 1354); умерла в московском плену.
- Баграт V Великий — царь Грузии (1360—1393)
- Бартош Везенборг — польский магнат, староста Куявии (1374—1377), воевода познанский (с 1387).
- Диого Лопес Пачеко — португальский дворянин (сеньор Феррейра-ди-Авиш, Пенела, Селорико да Бейра и Оливенса) и советник короля Португалии Афонсу IV.
- Лаззарино I дель Карретто, маркграф марки Ди Финале, маркграф Ноли из династии Дель Карретто.
- Мин Шэн, второй и последний правитель повстанческого государства Великое Ся на территории современного Китая.
- Сулейман-бей II Джандарид — правитель части бейлика Джандарогуллары с центром в Кастамону (1385—1393)
- Фа Нгум — основатель первого объединённого лаосского государства Лансанг, король Лансанга (1353—1371).